# Curcuma elata
Curcuma elata är en enhjärtbladig växtart som beskrevs av William Roxburgh. Curcuma elata ingår i släktet Curcuma och familjen Zingiberaceae. Inga underarter finns listade i Catalogue of Life.